# Hydra Launcher
Hydra Launcher é um inicializador de jogos de código aberto desenvolvido por uma comunidade brasileira voltada à pirataria, sendo frequentemente chamada de "Steam da Pirataria". O programa possui um cliente BitTorrent integrado, permitindo que os usuários busquem, façam downloads e organizem jogos pirateados diretamente pela interface, sem a necessidade de utilizar sites ou apps externos.

## Considerações legais e segurança
Embora o Hydra Launcher não hospede e nem distribua diretamente jogos piratas, ele facilita o acesso à esse tipo de material, o que pode configurar infrações às leis de direitos autorais. No Brasil, o download de jogos pirateados é considerado ilegal, porém a fiscalização costuma ser baixa, especialmente em plataformas descentralizadas como o Hydra Launcher. O uso de redes privadas virtuais (VPNs) pode dificultar a identificação da localização do usuário, tornando mais difícil para a polícia rastrear e aplicar punições legais por práticas de pirataria.
1. 1 2  TecMundo, Equipe (29 de abril de 2024). «Hydra Launcher é pirataria? Veja todos os detalhes sobre a rival brasileira da Steam». TecMundo: Tudo sobre Tecnologia, Entretenimento, Ciência e Games. Consultado em 11 de maio de 2025
2. ↑  «Hydra Launcher: inovação brasileira na distribuição de jogos ou portal para a pirataria?». Trecobox. 2 de maio de 2024. Consultado em 11 de maio de 2025
3. ↑  «Hydra Launcher: A Alternativa Acessível para Gamers 🎮». ggames.com.br. 25 de abril de 2024. Consultado em 11 de maio de 2025